# Alexander Szameit
Alexander Szameit (* 10. Januar 1979 in Halle (Saale)) ist ein deutscher Physiker, der sich mit experimenteller Festkörperoptik befasst.

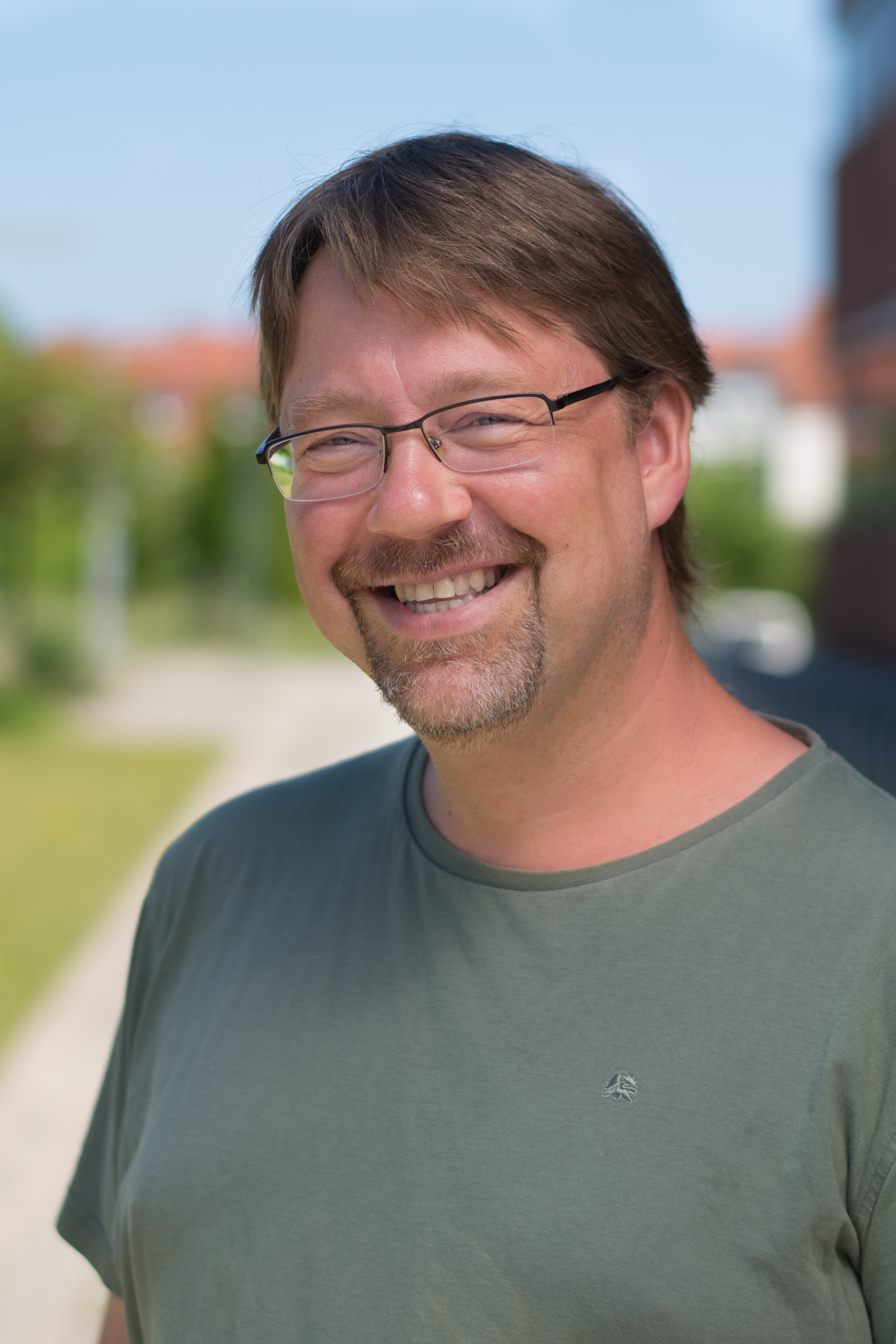
Alexander Szameit (2021)

## Biografie
Szameit studierte nach dem Abitur in Halle (1997) Physik an der Martin-Luther-Universität Halle-Wittenberg und ab 2000 an der Universität Jena mit dem Diplom 2004. Dabei war er 2002 zwischenzeitlich am Institute for Astronomy in Hilo auf Hawaii. Nach dem Diplom war er wissenschaftlicher Mitarbeiter bei der Lighttrans GmbH in Jena und wurde 2007 in Jena mit summa cum laude zum Dr. rer. nat. promoviert (Promotionsstipendium von Jenoptik). 2007 war er Gastwissenschaftler an der Australian National University. Als Post-Doktorand war er ab 2009 am Technion in Haifa.
Alexander Szameit wurde 2011 zum Juniorprofessor in Jena berufen, wo er sich mit Diamant bzw. Kohlenstoff-basierten optischen Systemen befasste. Er habilitierte sich dort 2015 mit einer Arbeit über „Dirac-Dynamik in photonischen Wellenleitergittern“ und wurde 2016 W3-Professor für Experimentalphysik an der Universität Rostock. Dort leitet er die Arbeitsgruppe für "Experimentelle Festkörperoptik".
2009 erhielt er den Promotionspreis der Deutschen Physikalischen Gesellschaft und 2015 den Rudolf Kaiser Preis für Experimentalphysik. 2014 erhielt er die Adolph Lomb Medal der Optical Society of America. 2017 erhielt er den Alfried-Krupp-Förderpreis für junge Hochschullehrer. 2020 wurde er mit dem „Tomassoni-Preis“ der Sapienza-Universität Rom ausgezeichnet, insbesondere für die Grundlagenforschung zu optischen Quantencomputern.

## Forschung
Er experimentiert mit photonischen Wellenleitergittern, mit denen er unter anderem Topologische Isolatoren in der Photonik realisierte und damit einer der Pioniere der topologischen Photonik ist. Topologische Isolatoren wurden zuerst für Elektronen in der Festkörperphysik realisiert, Szameit übertrug dies auf Photonen, die damit in spiralförmig verdrehten, gitterförmig angeordneten optischen Wellenleitern in einem Glas-Chip (mit Lasern eingeschrieben) ohne Rückstreuung selbst um Ecken und Kanten herum übertragen werden können. Er befasst sich allgemein mit integrierter Quantenoptik und Technologie für optische Quantencomputer. Weiter befasste er sich mit experimentellem Bosonen-Sampling für Quantenrechner und Subwellenlängen-Mikroskopie.
Mit speziellen optischen Wellenleitern verfolgt er auch die Emulation relativistischer Effekte (wie Phänomene bei der Diracgleichung, unter anderem Zitterbewegung, Paarerzeugung und auch unphysikalische Phänomene wie geladene Majorana-Fermionen). Er konstruierte darüber hinaus komplexe optische Wellenfelder im freien Raum wie einen Quanten Random Walk. Zudem entwickelt Szameit auch Anwendungen der Supersymmetrie in der Optik und anderer bisher noch nicht bestätigter Phänomene wie nicht-hermitescher Quantenmechanik (PT-Symmetrisch, parity time symmetric), der Fortsetzung vom hermiteschen Fall der üblichen Quantenmechanik auf den vollen komplexen Fall.

## Publikationen (Auswahl)
- mit M. C. Rechtsman, J. M. Zeuner, Y. Plotnik, Y. Lumer, D. Podolsky, F. Dreisow, S. Nolte, M. Segev: Photonic Floquet Topological Insulators, Nature, Band 496, 2013, S. 196–200, Abstract
- mit M. C. Rechtsman, J. M. Zeuner, A. Tünnermann, S. Nolte, M. Segev: Strain-induced pseudo-magnetic field and Landau levels in photonic structures, Nature Photonics, Band 7, 2013, S. 153–158
- mit T. Eichelkraut, R. Heilmann, S. Weimann, S. Stützer, F. Dreisow, D. N. Christodoulides, S. Nolte: Mobility transition from ballistic to diffusive transport in non-Hermitian lattices, Nature Communications, Band 4, 2013, S. 2533
- mit M. Gräfe, R. Heilmann, A. Perez-Leija, R. Keil, F. Dreisow, M. Heinrich, H. Moya-Cessa, S. Nolte, D. N. Christodoulides: On-Chip Generation of High-Order Single-Photon W-States, Nature Photonics, Band 8, 2014, S. 791–795
- mit S. Weimann, M. Kremer, Y. Plotnik, Y. Lumer, S. Nolte, K. G. Makris, M. Segev, M. C. Rechtsman: Topologically protected bound states in photonic PT -symmetric crystals, Nature Materials, Band 16, 2017, S. 433–438
- mit T. Richardt, M. Heinrich, M. Gräfe: Possible Link between the Distribution of Atomic Spectral Lines and the Radiation–Matter‐Equilibrium in the Early Universe, Annalen der Physik, 29. April 2020